# Joseph Henry
Joseph Henry (født 17. december 1797, død 13. maj 1878) var en amerikansk videnskabsmand, der fungerede som den første sekretær for Smithsonian Institutionen. Han var sekretær for National Institution for the Promotion of Science, en forløber for Smithsonian Institutionen. Han blev meget anset i løbet af sin levetid.